# Vườn quốc gia núi Palung
Vườn quốc gia Núi Palung trên đảo Borneo, ở Indonesia tỉnh Tây Kalimantan, phía bắc Ketapang và phía đông của Sukadana.

## Lịch sử
Núi Palung lần đầu tiên được bảo vệ vào năm 1937 như một khu bảo tồn thiên nhiên rừng rộng 300 km 2 (120 dặm vuông). [1] Năm 1981, kích thước được tăng lên 900 km 2 (350 dặm vuông) và vị thế của nó được nâng lên thành khu bảo tồn động vật hoang dã, [1] và vào ngày 24 tháng 3 năm 1990, khu vực này trở thành công viên quốc gia. [1]

## Địa lý
Vườn quốc gia này là đáng chú ý vì sự đa dạng của các loại môi trường sống, từ rừng ngập mặn và nước ngọt đầm lầy rừng, đến vùng đồng bằng phù sa rừng (empran băng ghế dự bị), để rừng trên núi, và vì sự đa dạng của động vật hoang dã. Đây là một trong số ít các công viên trên thế giới nơi có thể nhìn thấy đười ươi trong tự nhiên.
Một trạm nghiên cứu (Cabang Panti) được thành lập ở chân phía tây của dãy núi chính Palung năm 1985, và được sở hữu và điều hành bởi cơ quan quản lý công viên. Nghiên cứu ở đó đã đóng góp đáng kể cho sự hiểu biết của chúng ta về sinh học rừng Borneo.
Bất hợp pháp, không cơ giới hóa, 'đăng nhập bằng tay' đã là một vấn đề trong công viên, đặc biệt là từ ca. 2000-2003. Các sáng kiến của chính quyền công viên và các tổ chức phi chính phủ (tăng cường kiểm soát, giám sát bằng vi mô, các hoạt động giáo dục) đã góp phần giảm các hoạt động bất hợp pháp, tuy nhiên, việc khai thác gỗ bất hợp pháp vẫn tiếp tục tại một số điểm nóng. Vào năm 2007, phòng khám Alam Sehat Lestari (ASRI) được thành lập để cung cấp dịch vụ chăm sóc sức khỏe giá cả phải chăng và đào tạo sinh kế thay thế cho dân làng sống quanh công viên. Sự can thiệp này đã làm giảm đáng kể việc khai thác gỗ bất hợp pháp trên khắp Núi Palung vì người dân địa phương có quyền truy cập chăm sóc sức khỏe đáng tin cậy và nhiều cơ hội kinh tế ít có khả năng dựa vào thu nhập từ gỗ bất hợp pháp. [2] [3] Công viên này là một trong những địa điểm chính của Trung tâm phản ứng đăng nhập bất hợp pháp do EU tài trợ (ILRC, hiện tiếp tục trong FLEGT).

## Nghiên cứu
Năm 1985, Tiến sĩ Mark Leighton đã thành lập Trại nghiên cứu Cabang Panti nằm sâu trong Vườn quốc gia. Khu vực này bao gồm hơn 2.100 ha được nối với hơn 25 km đường mòn được đánh dấu tốt trải dài trên tất cả bảy loại rừng bao gồm cả khu rừng trên núi.
Sau một thời gian ngắn không chiếm đóng từ năm 2004-2007, Trạm nghiên cứu Cabang Panti đã được xây dựng lại vào năm 2007 với số tiền được cung cấp bởi hai nhóm nghiên cứu từ Hoa Kỳ. Các dự án do Tiến sĩ Andrew Marshall của Đại học California tại Davis và Tiến sĩ Cheryl Knott của Đại học Boston dẫn đầu đã tài trợ cho việc tái thiết. Các tiện nghi hiện tại bao gồm một tòa nhà gỗ hai tầng chính hoàn chỉnh với sáu phòng riêng, ba khu vực văn phòng, nhà bếp, khu vực sinh hoạt và một tầng lửng. Ba tòa nhà bên ngoài bao gồm một căn nhà gỗ năm phòng cho các trợ lý nghiên cứu địa phương và hai ngôi nhà một phòng cho các nhà điều tra chính. Những tòa nhà này đã được tặng cho Vườn quốc gia Mount Palung vào năm 2011.
Cabang Panti hiện đang là nhà của một số nhà nghiên cứu bao gồm hai lợi ích lâu dài: Dự án đười ươi núi Palung và Dự án Gibbon và Lá-Khỉ.
Vào tháng 9 năm 2011, tất cả các nhà nghiên cứu đã bị Văn phòng Công viên địa phương trục xuất khỏi Cabang Panti sau khi một tổ chức phi chính phủ gửi thư đến Jakarta chi tiết về sự xâm lấn bằng cách đăng nhập bất hợp pháp vào địa điểm nghiên cứu. Công viên biện minh cho phản ứng bằng cách nói rằng họ cần cả bốn tòa nhà để chứa các đội cảnh sát rừng xoay vòng từ 4 - 6 người. Sau khi kháng cáo lên Jakarta, các nhà nghiên cứu đã được phép quay lại khu vực này, tuy nhiên không được cấp quyền truy cập vào các tòa nhà.

## Bảo tồn đười ươi
Đười ươi được coi là loài ô để bảo tồn trong Vườn quốc gia, và cũng là một tác nhân sinh thái quan trọng để phát tán hạt giống và dự đoán hạt giống. Người ta tin rằng đười ươi ở núi Palung tạo thành một trong những quần thể dày đặc nhất và lớn nhất trên đảo Borneo. Một cuộc điều tra dân số được thực hiện vào năm 2001, được tài trợ một phần bởi Tổ chức bảo tồn đười ươi, ước tính khoảng 2500 con đười ươi, khoảng 4,5% dân số ước tính ở Borneo và gần 4% dân số thế giới.
Dự án đười ươi núi Palung được thành lập năm 1994 bởi Tiến sĩ Cheryl Knott. [4] Dự án này tích hợp nghiên cứu khoa học về sinh học và sinh thái đười ươi với các chương trình bảo tồn nhằm bảo tồn loài động vật đang bị đe dọa này và môi trường sống của nó. Cheryl Knott đang tiến hành điều tra khoa học về các yếu tố chi phối sinh sản và khả năng sinh sản của đười ươi, tăng cường nhận thức ở cấp địa phương để khuyến khích hỗ trợ bảo tồn công viên và giáo dục cộng đồng xung quanh công viên và nâng cao năng lực cho nhân viên Văn phòng Công viên Quốc gia. [5]
Khai thác gỗ bất hợp pháp, kết hợp với các đám cháy hoành hành trên khắp các khu rừng mưa ở Indonesia. Chương trình bảo tồn đười ươi núi Palung được khởi xướng để giải quyết mối đe dọa đối với đười ươi và môi trường sống của chúng.

## Du lịch
Công viên có tiềm năng về du lịch sinh thái, và có một số trang web hấp dẫn cho du khách. Cách duy nhất để có được quyền vào công viên là trả tiền cho một gói được cung cấp bởi Nasalis Tour and Travel hoặc một trong những đối tác của nó. Nasalis là một tập đoàn vì lợi nhuận được sở hữu và điều hành bởi các nhân viên và quản trị viên của Vườn quốc gia địa phương. Kể từ tháng 8 năm 2011, công viên đã không chấp thuận bất kỳ công ty du lịch nào khác hoạt động trong phạm vi công viên.